# Горенберг, Леонид Борисович
Леонид (Лейзер) Борисович Горенберг (1876 – ?) — русский архитектор, гражданский инженер. Автор ряда зданий для первой очереди петербургского трамвая.

## Биография
В 1897 году поступил в петербургский Институт гражданских инженеров, который окончил в 1903 году. Техник петербургской городской управы (1900-е). Работал в отделе гражданских сооружений Строительного управления, где проектировал здания первой очереди петербургского трамвая – Центральную станцию, подстанции, вагонные сараи и жилые дома. В 1910-х годах работал в Москве.

## Проекты и постройки

### Санкт-Петербург

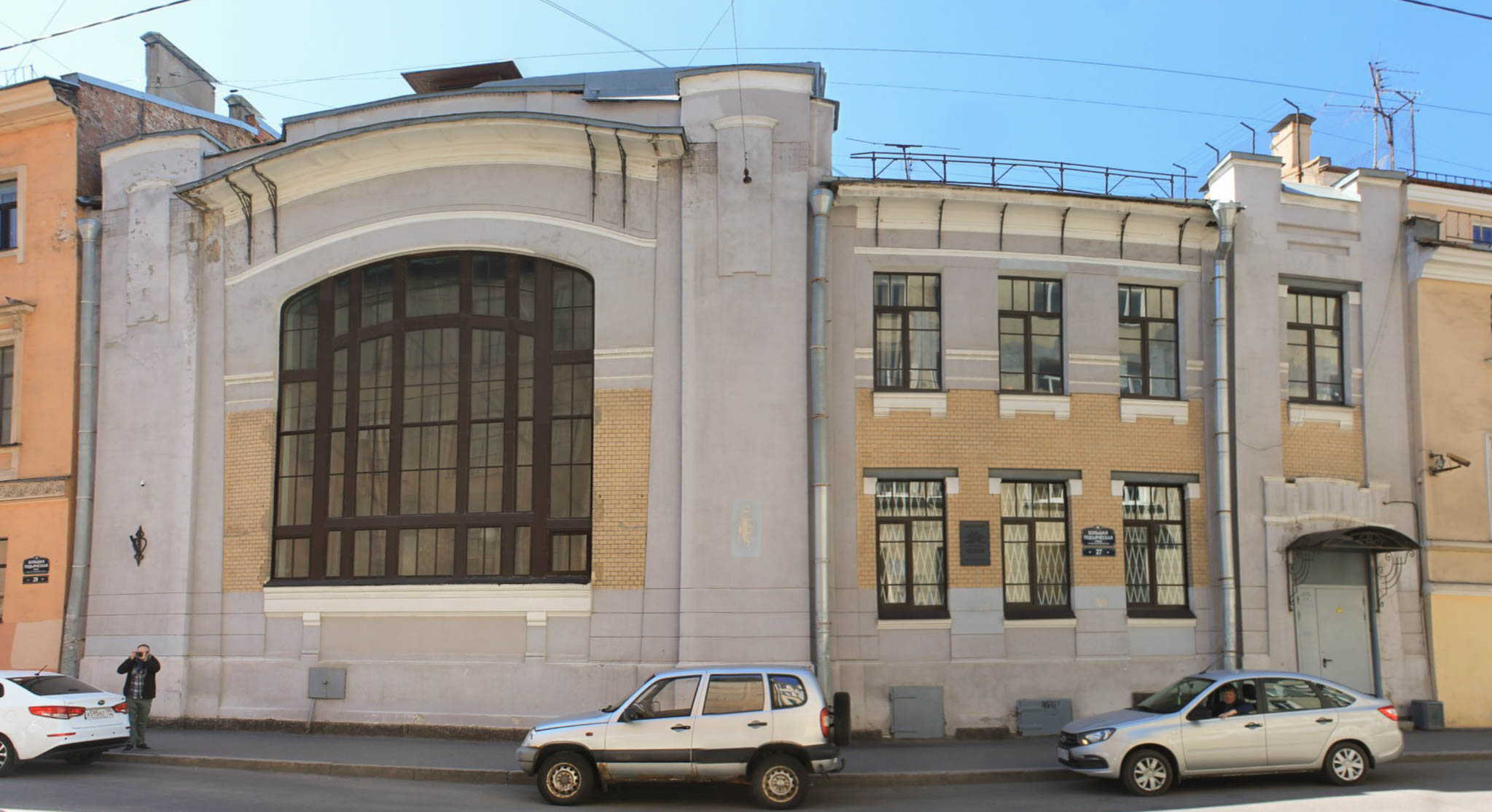
Здание Подьяческой трансформаторной подстанции

- Подьяческая трансформаторная подстанция городского трамвая. Большая Подьяческая улица, 27 — набережная канала Грибоедова, 114 (1906—1907; расширено со стороны набережной)[2];
- Василеостровская трансформаторная подстанция городского трамвая. 23-я линия, 10 (1906—1907)[2];
- Новопетергофская трансформаторная подстанция городского трамвая. 11-я Красноармейская улица, 28 (1906—1907)[5];
- Центральная электростанция городского трамвая с водокачальней. Атаманская улица, 3/6, набережная Обводного канала, 21 (1906—1907; совместно с А. И. Зазерским; расширено)[6];
- Доходный дом. Псковская улица, 13, левая часть (1907)[6];
- Вагонные здания Московского трамвайного парка. Московский проспект, 89, двор (1909, совместно с Ф. О. Тейхманом)[6];
- Вагонные здания Василеостровского трамвайного парка. Средний проспект Васильевского острова, 77, двор (1909, совместно с Ф. О. Тейхманом)[6].

### Москва
- Доходный дом М. Жучковой. Большой Николопесковский переулок, 5 (1910—1911; по проекту архитектора В. Е. Дубовского);
- Доходный дом С. И. и А. А. Мелетиных. Померанцев переулок, 7 (1911, по проекту архитектора В. Е. Дубовского; перестроен)[7][8];
- Доходный дом Я. Демента. Большая Полянка, 54 (1910—1912, по проекту архитектора В. Е. Дубовского)[9][10].